# Pericoma pyramidon
Pericoma pyramidon és una espècie d'insecte dípter pertanyent a la família dels psicòdids que es troba a Sud-amèrica: l'Argentina.